# Kim Carroll
Kim Marie Carroll (* 2. September 1987 in Tully) ist eine australische Fußballspielerin, irischer Herkunft.

## Karriere

### Vereine
Carroll begann im Alter von 16 Jahren in der Queensland Academy of Sport mit dem Fußballspielen. Als der australische Fußballdachverband (FFA) die W-League im Jahr 2008 installierte, wurde sie in die ebenfalls in diesem Jahr gegründete Frauenfußballabteilung des Queensland Roar FC aufgenommen. Trainer Jeff Hopkins, ehemaliger walisischer Nationalspieler, führte die Mannschaft am Saisonende der regulären Saison auf den ersten Platz, gleichbedeutend mit der ersten „W-League-Premiership“. In den sich anschließenden Play-offs wurde Sydney FC mit 5:4 im Elfmeterschießen bezwungen werden, nachdem die Verlängerung mit 1:1 keinen Sieger hervorgebracht hatte. Im Grand Final wurde der Canberra United FC mit 2:0 bezwungen und der Meistertitel „W-League-Champion“ gewonnen, gleichbedeutend mit der ersten Australischen Meisterschaft. Carroll gab ihr Debüt im Seniorinnenbereich zum Saisonauftakt am 25. Oktober 2008 beim 4:1-Sieg im Heimspiel gegen Adelaide United FC.
Mit der zur Saison 2009/10 erfolgten Umbenennung des Vereinsnamens, spielte sie nunmehr für den Brisbane Roar FC, wurde Dritter nach der regulären Saison und war nach dem 1:0-Halbfinal-Auswärtssieg gegen die Central Coast Mariners im „Grand Final“ Sydney FC mit 2:3 unterlegen. Mit dem zweiten Platz nach der regulären, und ihrer vorerst letzten Saison, dem abermaligen Einzug ins „Grand Final“, nachdem Canberra United FC mit 4:2 im Elfmeterschießen bezwungen werden konnte, gewann sie ihre zweite Australische Meisterschaft; der Sydney FC wurde mit 2:1 bezwungen.
Über ein vereinbartes Leihgeschäft, spielte sie erstmals in Europa Fußball. Vom 25. September (7. Spieltag) bis zum 12. November 2011 (14. Spieltag) und noch einmal am 9. April 2012 (16. Spieltag) bestritt sie acht Punktspiele für den dänischen Erstligisten Fortuna Hjørring. Nach Brisbane zurückgekehrt, kam sie vom 26. November 2011 (6. Spieltag) bis zum 14. Januar 2012 (12. Spieltag) in sechs Punktspielen zum Einsatz. Von 2013 bis 2015 bestritt sie weitere 23 Punktspiele für den Verein, bevor sie zum Ligakonkurrenten Perth Glory wechselte. Für diesen bestritt sie bis zum Saisonende 2019/20 57 Punktspiele. Ihr einziges Tor erzielte sie am 13. Dezember 2019 (5. Spieltag) beim 1:1-Unentschieden im Heimspiel gegen den Canberra United FC mit dem Treffer zum Endstand in der 90. Minute. Weitere 31 Punktspiele schlossen sich saisonübergreifend in der Zeit vom 4. Dezember 2021 bis zum 1. April 2023 an, nachdem sie nach einer weiteren Saison (2020/21) für den Brisbane Roar FC zwölfmal in der Liga aktiv gewesen war. Ihre Spielerkarriere endete im April 2023.

### Nationalmannschaft
Carroll gab am 30. Januar 2005 im Alter von 18 Jahren ihr Debüt in der A-Nationalmannschaft. Bei der 0:3-Niederlage gegen die Nationalmannschaft Chinas im Rahmen des Vier-Nationen-Turnier 2005 in Quanzhou wurde sie als Einwechselspielerin eingesetzt. Ihr erstes von zwei Länderspieltoren gelang ihr am 21. Mai 2010 beim 3:1-Sieg über die Nationalmannschaft Südkoreas im zweiten Spiel der Gruppe B bei der 
Mit der Nationalmannschaft nahm sie dreimal an den Asienmeisterschaften teil, 2006, 2008 und 2010. Bei ihrer dritten Teilnahme gewann sie mit ihrer Mannschaft den Titel, aufgrund des 5:4-Ergebnisses im Elfmeterschießen  gegen die Nationalmannschaft Nordkoreas. Am 21. Mai 2010 gelang ihr im zweiten Spiel der Gruppe B beim 3:1-Sieg über die  Nationalmannschaft Südkoreas eins ihrer zwei Länderspieltore, als sie ihre Mannschaft in der 52. Minute mit 1:0 in Führung brachte.
Des Weiteren gehörte sie zum Aufgebot für die Weltmeisterschaft 2011. Sie wurde in allen drei Spielen der Gruppe D sowie im mit 1:3 verlorenen Viertelfinale gegen die Nationalmannschaft Schwedens eingesetzt.

## Erfolge
Nationalmannschaft
- Asienmeister 2010, Finalist 2006, Vierter 2008

Vereine
- Australischer Meister 2009, 2011

## Anmerkung / Einzelnachweise
1. ↑  Statistik ohne Saison 2009/10
2. ↑  Carrolls Seniorinnendebüt auf soccerdonna.de
3. ↑  Carrolls einziges Tor auf soccerdonna.de
4. ↑  Kim Carroll, Ellie Brush, Teigen Allen and Tara Andrews announce retirement from football auf matildas.com.au

| Personendaten    | Personendaten                           |
| ---------------- | --------------------------------------- |
| NAME             | Carroll, Kim                            |
| ALTERNATIVNAMEN  | Carroll, Kim Marie (vollständiger Name) |
| KURZBESCHREIBUNG | australische Fußballspielerin           |
| GEBURTSDATUM     | 2. September 1987                       |
| GEBURTSORT       | Tully, Queensland, Australien           |